# Dorf Mecklenburg
Dorf Mecklenburg (en baix alemany Dörp Mäkelborg) és un municipi a l'estat alemany de Mecklemburg-Pomerània Occidental. A la fi del 2013 comptava amb 2932 inhabitants. És la seu administrativa de l'amt Dorf Mecklenburg-Bad Kleinen. És el bressol de tots els principats, ducats i l'actual estat federal que porten el seu nom.

## Història
S'han trobat traces d'un burg eslau que data de l'època dels obotrites (segona meitat del segle xvii). Ibrahim ibn Yaqub, tortosenc d'origen jueu, delegat del califa de Còrdova, conegut pels seus relats de viatges, menciona el 965 el castell com «Burg de Nacó», fundador de la dinastia eslaua dels naconídes (960-1129), al que aleshores era una petita península fluvial. El primer esment en vell baix alemany Michilinborg (= castell gran) data del 995 en un document d'Otó III del Sacre Imperi Romanogermànic. Podria ser una traducció del nom eslau Weligrad, però això roman hipotètic. Després d'unes saquejos i reconstruccions va ser abondonat definitivament el 1322, sota el regne d'Enric II de Mecklemburg. El poble va desenvolupar-se a l'antic vorburg (=castell anterior), la fortificació típica davant el veritable castell, on hi havia les dependències, granges, estables i cases dels serfs, amb una estructura diferent, però la mateixa funcio del pati als castells de mota i pati. Per l'excavació entre 1577 i 1594 del Canal de Wallenstein, un canal del segle xvi que connecta el Mar Bàltic amb el Llac de Schwerin, aleshores un enllaç important per al comerç de la sal amb Lüneburg. També hi havia catorze molins d'aigua, del qual ú encara funciona com a petita central hidroelèctrica.

## Economia
Avui és un petit centre rural amb dos polígons industrials que aprofiten les bones connexions per la ruta europea E22 (segons la nomenclatura alemanya A20) i el ferrocarril de Ludwigslust cap a Wismar i els serveis de proximitat. L'antic molí de vent va ser transformat en hotel.

## Nuclis
| - Karow - Kletzin - Moidentin | - Olgashof - Petersdorf - Rambow | - Rosenthal - Rothentor - Steffin |

## Llocs d'interès
- L'església en gòtic de maó
- El molí de vent
- Les restes arqueològiques del talús del burg Mecklemburg
- El Museu de la Vida Rural (Kreisagrarmuseum Arxivat 2014-01-08 a Wayback Machine.)

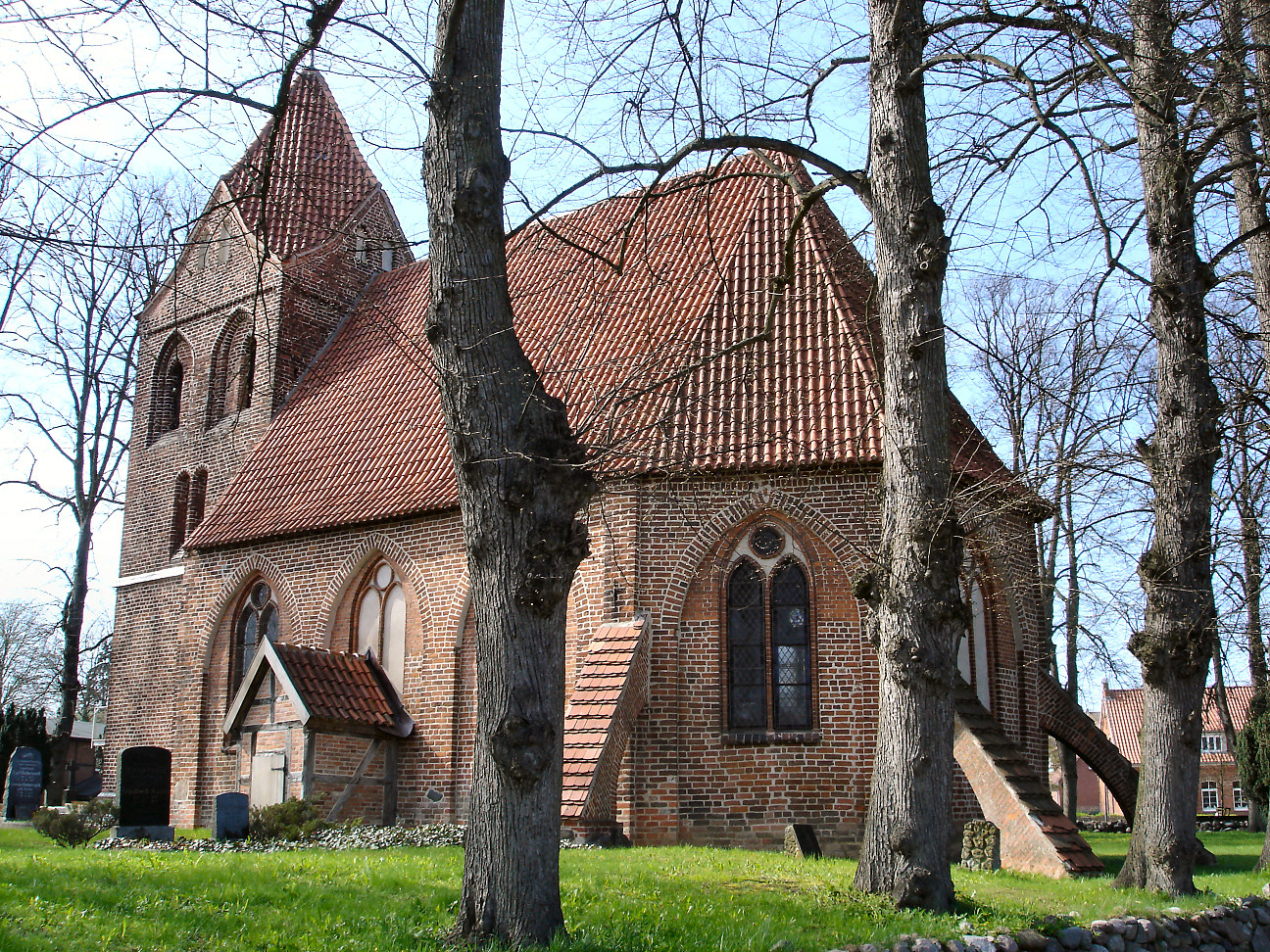
Església de Sant Pere
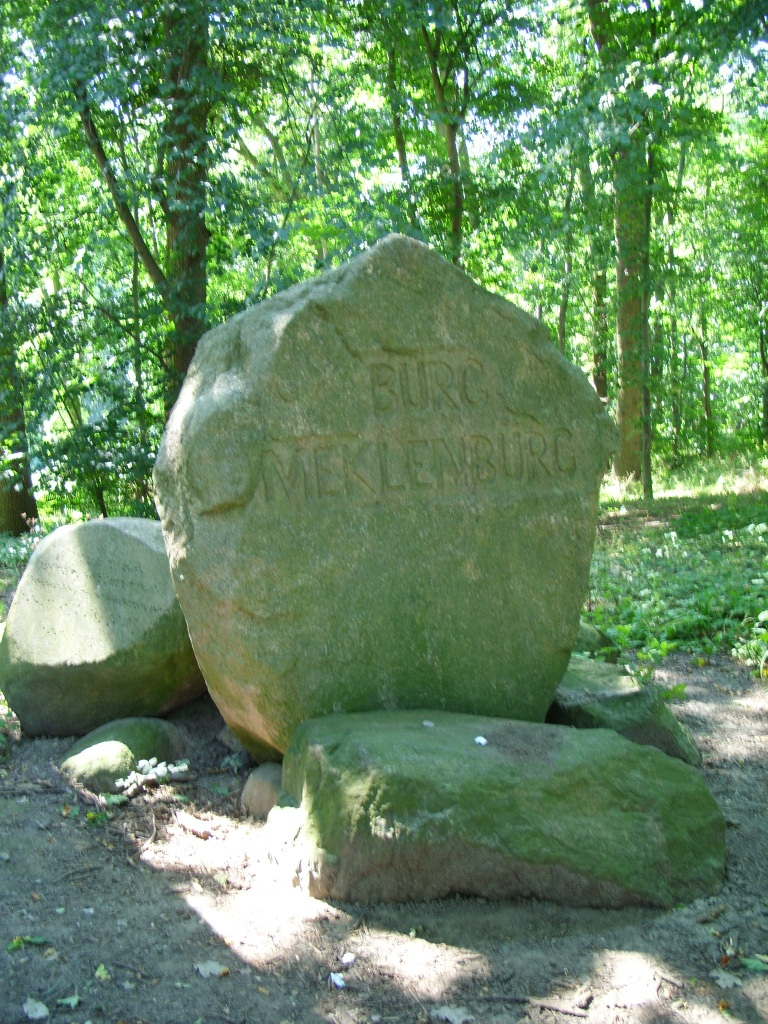
Pedra commemorativa al talús del burg
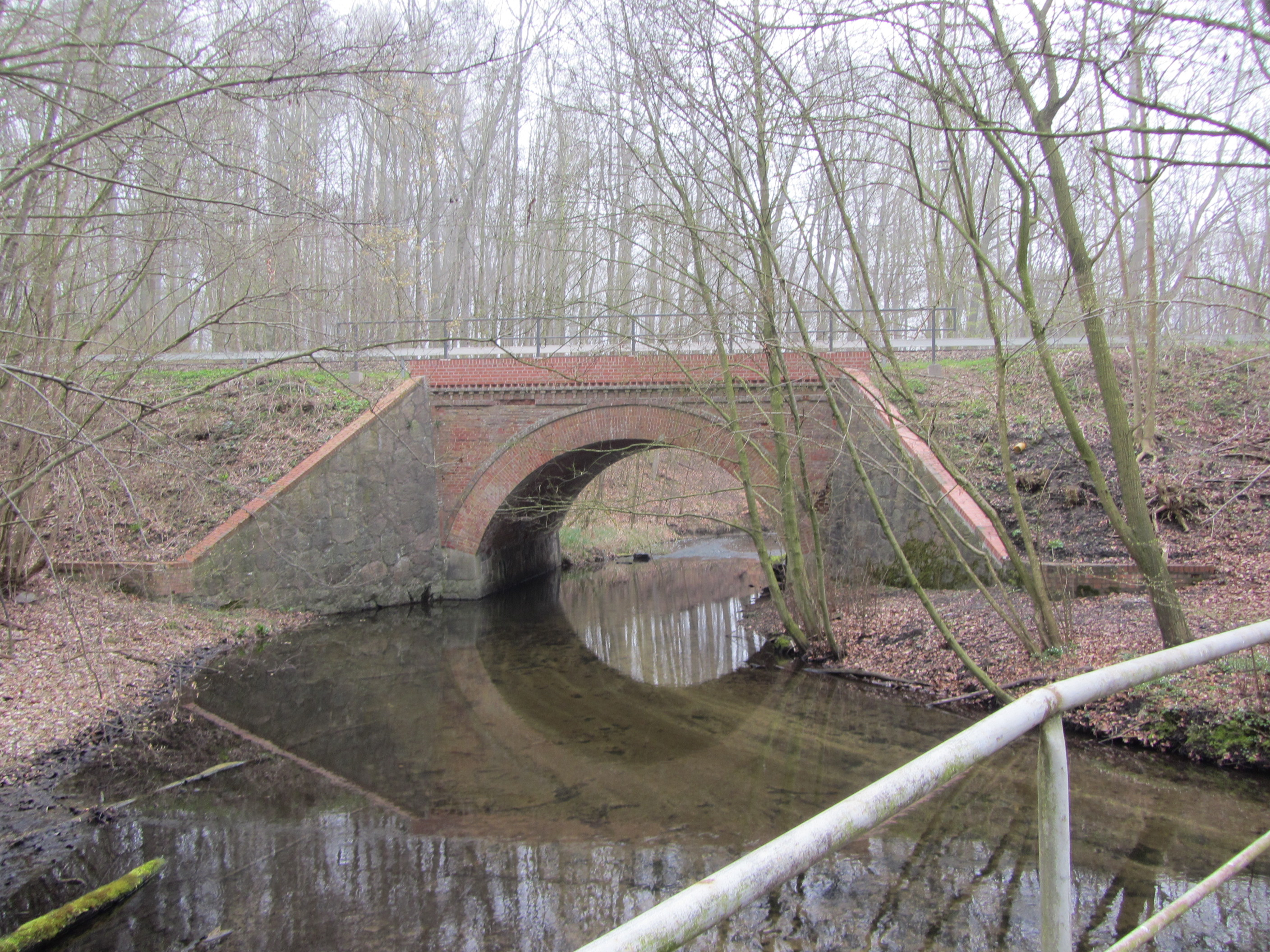
Pont ferroviari al canal de Wallenstein
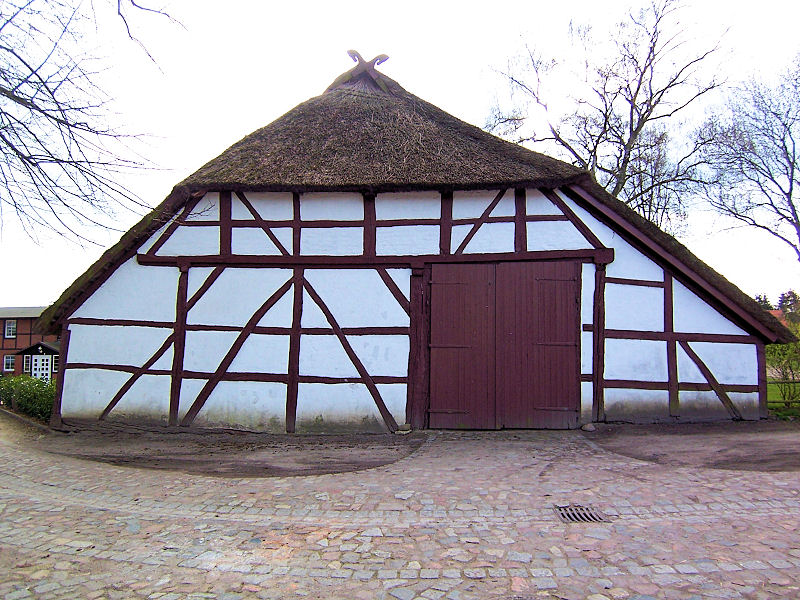
Granja de la rectoria